# Lauvenburg (Kaarst)

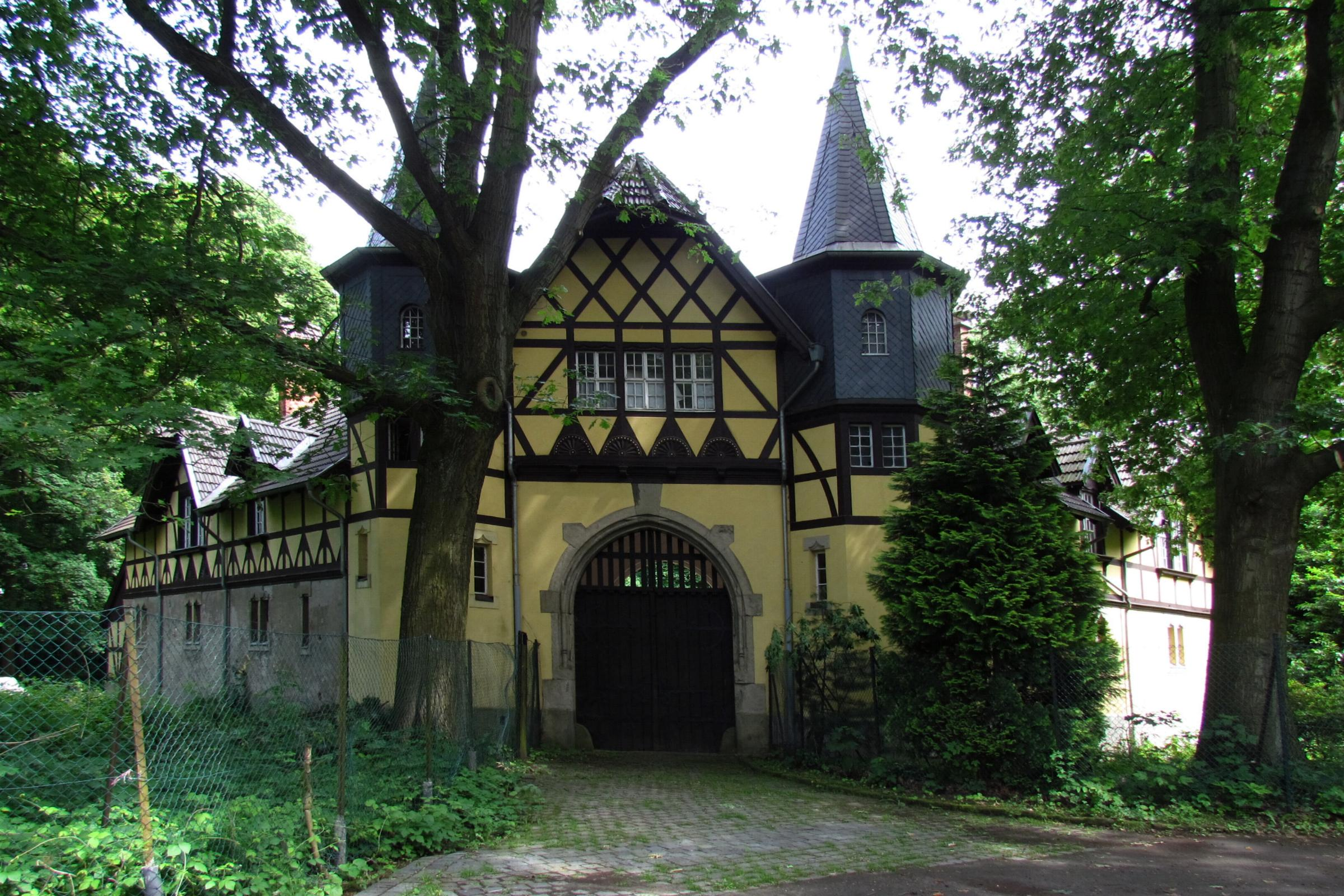
Die Lauvenburg, Ansicht von

Die Lauvenburg, auch Haus Lauvenburg und Schloss Lauvenburg, ist ein repräsentatives Gutshaus und Wohngebäude in Kaarst im Rhein-Kreis Neuss, Nordrhein-Westfalen.
Das von einer Parkanlage umgebene Gebäude steht zwischen Kaarst und Neusserfurth im Osten des Kaarster Stadtgebiets, westlich der Straßenkreuzung „An der Lauvenburg/Broicherseite“, etwa zweieinhalb Kilometer vom Ortszentrum entfernt.

## Geschichte

Altes Haus Lauvenburg nach einer Zeichnung von Ludwig Arntz (1893)

Hauptportal und Erker des Altbaus nach einer Zeichnung von Ludwig Arntz (1892)

Das ehemalige kurkölnische Lehen wurde vor 1299 erbaut, denn das Landgut wurde erstmals urkundlich erwähnt, als 1299 Heinrich von Lovenburg (Lauvenburg) der Abtei Kamp seinen Zehnten in Willich und eine Rente zu Langst schenkte.
Das Haus war der Stammsitz der Herren von Lauvenburg. Am Festtag des St. Kunibert (12. November) 1451 war in Büttgen noch ein Lambrecht von der Bloemen anders genannt von Loywenberg (Haus Lauvenburg bei Neuss) als Zeuge zugegen gewesen, als eine von Adelheit von der Neersen veräußerte Holzgerechtigkeit notariell an Henrich von Slickeim, den neuen Besitzer, übertragen wurde.   Durch Heirat mit der Erbtochter Jutta von Lauvenburg kam das Gut 1472 an Wilhelm von Calcum gen. Lohausen. Im Jahr 1487 wird Heinrich von Hemberich vom Kölner Erzbischof mit dem Gut belehnt; anschließend verblieb es durch mehrere Generationen im Besitz der Herren von Hemberich (Hemmerich) zu Rautenberg. Am Ende des 16. Jahrhunderts erwarb Heinrich von der Hoevelich, Amtmann zu Portz, das Gut Alt-Lauvenburg. Sein Enkel Freiherr Ferdinand von der Hoevelich, kurkölnischer Geheimer Rat, setzte 1680 als seinen Erben einen Verwandten ein, den Freiherrn Franz Karl von Frentz-Effern, jüngsten Sohn der Eheleute von Frentz-Effern, der daraufhin den Beinamen „genannt von Hoevelich“ annahm.  Im Jahr 1833 wird Johann Wilhelm Peltzer, ein Destillateur und Brandwein-Hersteller, als Besitzer des Schlosses Lauvenburg angegeben; dieser lebte von 1770 bis 1849, war verheiratet mit Anna Sophia (geb. Esser, 1768–1841) und hatte sich auch als Immobilienmakler betätigt. Um 1895 befand sich das Gut im Besitz der in Kaarst wohnhaften Witwe von Wilhelm Peltzer.
Der Gebäudekomplex der Lauvenburg bestand um die Mitte des letzten Jahrzehnts des 19. Jahrhunderts aus dem Herrenhaus mit nahezu quadratischem Grundriss, das von besonderen Gräben abgeschlossen war, und der Vorburg mit geräumigem Innenhof, an dem sich rechtwinklig aneinanderstoßende flache Wirtschaftsgebäude befanden. Das Hauptportal des Herrenhauses war im Innenhof. Das aus Backsteinen gemauerte, verputzte Herrenhaus hatte über einem hohen Unterbau zwei Stockwerke unter einem hohen und steilen Walmdach, aus dem vier schlanke Kamine herausragten. An den Ecken des Gebäudes schmiegten sich vier achteckige Türmchen an, die mit achteckigen, glockenförmig geschweiften Turmhauben abgedeckt waren. Zum Hauptportal im Innenhof führte eine Freitreppe mit steinernen Balustraden, die zwei Absätze hatte. Zur Seite des Portals waren Wappenschilde mit Löwen als Schildhalter dargestellt, auf denen die  Wappen der Familien Hoevelich und Schenk von Nideggen gezeigt wurden. Über dem Portal befand sich ein feingegliederter dreiteiliger Erker, dessen unterer schräger Vorsprung mit einem Renaissanceornament verziert war.
Im Zeitraum von 1892 bis 1893 fertigte der spätere Dombaumeister Ludwig Arntz (1855–1941) im Auftrag des Kunsthistorikers  Paul Clemen (1866–1947) Zeichnungen der Lauvenburg und ihres Hauptportals an, die letzterer in der von ihm herausgegebenen Schriftenreihe Die Kunstdenkmäler der Rheinprovinz veröffentlichte. (Siehe Abbildungen in diesem Artikel.)
In den 1890er Jahren wurde das Anwesen von dem Schraubenfabrikanten Christan Schaurte erworben, Mitgründer der Neusser Fabrik Bauer & Schaurte. Er ließ die aus dem 17. Jahrhundert stammenden Burgmauern von Kölner Pionieren sprengen und erbaute auf dem Gelände die heute noch erhaltene Villa. Auf seine Einladung verbrachte die jugendliche Thea Bauer, die Tochter seines Kölner Kompagnons Georg Bauer, ihre Sommerferien auf der frisch erworbenen Burg. Schaurte begründete auf dem Anwesen ein Pferdegestüt, das speziell für Amerikanische Traber ausgelegt war. Nach seinem Tod während des Ersten Weltkriegs zog 1919 sein Sohn und Nachfolger Werner T. Schaurte mit seiner Frau Charlotte Luise (1893–1972) auf die Burg, einer geborenen Staudt (jüngste Tochter der Berliner Geschäftsfrau und Pferdesportmäzenin Elisabeth Staudt), die zusammen mit ihrem Mann das auch heute noch bestehende Gestüt auf der Lauvenburg weiterführte. Im Zweiten Weltkrieg wurde auf dem Gelände ein Feldflughafen gebaut.

## Denkmalbeschreibung
Die mittelalterliche Burg wurde um 1600 durch einen Neubau ersetzt, der seinerseits um 1900 den heutigen Gebäuden weichen musste. Erstmals urkundlich erwähnt wurde das Gebäude 1299 als  Lovenburgh. Das heutige Herrenhaus besteht aus einer zweigeschossigen Villa mit Bruchsteinsockel aus Tuffstein. Auffallend ist die offene Eingangshalle mit Balkon. Türmchen und Erker in historischen Schmuckformen verzieren das Hauptgebäude.
Zum Denkmal gehört auch das dreiflügelige Torhaus mit überhöhtem Mitteltrakt und großem Toreingang. Es ist in Neurenaissanceschmuckformen als Fachwerkbau errichtet und dient als Wohnung und Wirtschaftsgebäude.
Die Lauvenburg wurde am 9. Juli 1984 unter Nummer 17 in die Liste der Baudenkmäler in Kaarst eingetragen.